# Szarif
Szarif (arab. ‏شريف مكة‎) – tytuł władców Mekki. Dynastia potomków Hasana, syna kalifa Alego i Fatimy. Objęli władzę w Mekce około 960 r. Szarifowie byli zaangażowani w walki wewnętrzne między lokalnymi władcami Arabii, co uniemożliwiło im stworzenie silnego organizmu państwowego. Choć formalnie zachowywali niezależność, byli zawsze uzależnieni od władzy kalifów, a następnie Mameluków i Osmanów. Ostatni szarif został obalony przez Saudów w 1925 r.

## Lista szarifów Mekki
Ród Musawi
- Muhammad ad Abu Jafar al-Thalab (967–980)
- Isa (szarif) (980–994)
- Abu al-Futuh (994–1039)
- Szukr (1039–1061)

Ród Haszymitów
- Abu Haszim Muhammad (1063–1094)

Ród Katady
- Katada Abu Aziz (1201–1220)
- Al-Hasan Abu Saad (1241–1254)
- Muhammad abu Nubaj I (1254–1301)
- Rumaitha Abu ar-Rada (1301–1346)
- Aljan Abu Sardża (1346–1375)
- Hasan II (1394–1425)
- Barakat I (1425–1455)
- Malik al-Adil Muhammad III ibn Barakat (1455–1497)
- Barakat II ibn Muhammad (1497–1525)
- Muhammad Abu Numadż II Nazim ad-Din ibn Barakat (1525–1583)
- Hasan III ibn Muhammad Abu Numadż (1583–1601)
- Idris II Abu Aun ibn Hasan (1601–1610)
- Muhsin I ibn Husajn (1610–1628)
- Ahmad ibn Talib al-Hasan (1628–1629)
- Masud I ibn Idris (1629–1630)
- Abdullah I ibn Hasan (1630–1631)
- Zajid ibn Muhsin (1631–1666)
- Saad (1666–1667)
- Muhsin ibn Ahmad (1667–1668)
- Saad (1668–1670)
- Hamud ibn Abdullah ibn Hasan I (1670)
- Saad (1670–1671)
- Abu al-Barakat III ibn Muhammad (1672–1682)
- Said I ibn Barakat (1682–1683)
- Ibrahim ibn Muhammad (1683–1684)
- Ahmad ibn Zajid (1684–1688)
- Ahmad ibn Ghalib (1688–1689)
- Muhsin ibn Ahmad (1689–1690)
- Muhsin II (1690–1691)
- Said II ibn Saad (1691–1693)
- Saad (1693–1694)
- Abdullah II ibn Haszim (1694)
- Saad (1694–1702)
- Said II ibn Saad (1702–1704)
- Abd al-Muhsin ibn Ahmad (1704)
- Abd al-Karim ibn Muhammad (1704–1705)
- Said II ibn Saad (1705)
- Abd al-Karim ibn Muhammad (1705–1711)
- Said II ibn Saad (1711–1717)
- Abdullah III ibn Said (1717–1718)
- Ali ibn Said (1718)
- Jahja I ibn Barakat (1718–1719)
- Mubarak ibn Ahmad (1720–1722)
- Barakat ibn Jahja (1722–1723)
- Mubarak ibn Ahmad (1723–1724)
- Abdullah III ibn Said (1724–1731)
- Muhammad ibn Abdullah (1731–1732)
- Masud II ibn Said II (1732–1733)
- Muhammad ibn Abdullah (1733–1734)
- Masud II ibn Said II (1732–1752)
- Masaid ibn Said II (1752–1758)
- Jaafar ibn Said (1759–1760)
- Masaid ibn Said II (1760–1770)
- Ahmad ibn Said (1770)
- Abdullah IV ibn Husajn (1770–1773)
- Surour ibn Musaed (1773–1788)
- Ghalib (1788–1813)
- Jahja (1813–1827)
- Abd al-Muttalib (1827)
- Muhammad ibn Abd al-Muin (1827–1851)
- Abd al-Muttalib (1851–1856)
- Muhammad Abd al-Muin (1856–1858)
- Abdallah (1858–1877)
- Husajn (1877–1880)
- Abd al-Muttalib (1880–1882)
- Aun ar-Rafik (1882–1905)
- Ali Hajdar Pasza (1905–1908)
- Said Husajn ibn Ali (1908–1924)
- Ali ibn Husajn (1924–1925)